# Шато-де-Фльор (парк)
Шато-де-Фльор (замок квітів) — частина колишнього Царського саду (нині Міський парк; територія стадіону «Динамо»). 

## Історія
Тут 1863 року французький підприємець відкрив розважальний заклад (кафе-шантан) «Шато-де-Фльор». У 1808—1878 роках за проєктом архітектора М. П. Сомонова побудоване приміщення для кафе з танцювальним залом, галереями і балконом. 1879 року засновано Російське драматичне товариство, проходили спектаклі російських і українських театральних труп.

## Сучасний стан
Після 1917 року у парку замість «буржуазного» кафе-шантану з’явилися спортивні майданчики, а 1933 року урочисто відкрився комплекс стадіону «Динамо».